# 鬼頭良之助

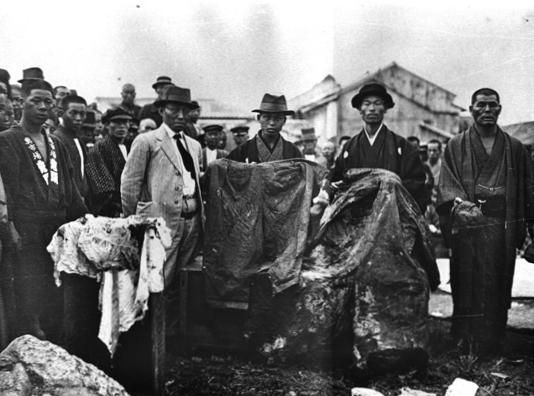
右端が鬼頭

鬼頭良之助（きとう りょうのすけ、1873年 - 1940年）は日本の侠客。本名森田良吉。宮尾登美子の小説『鬼龍院花子の生涯』の登場人物鬼龍院政五郎のモデルとされる。山口組初代組長山口春吉の兄弟分であった。女婿の中島は二代目を継承。山口登の用心棒で浅草田島町の喧嘩に遭い、このときは襲名の挨拶もあり羽織袴のため脚が不自由なため剣道の段持ちだったが殺された。姐さん（鬼龍院花子のモデル）が上京して東京で葬儀を行ったが、道中で気持ちを整理して耐えている様子で山口の様子を気にかけていたとされる。実業家宇田友四郎、社会運動家安芸盛と親交があった。1917年10月30日にアメリカの飛行士フランク・チャンピオンが高知で鬼頭良之助の主催した飛行会での墜落事故で死亡している。

## 参考書籍
- 正延哲士『昭和の侠客: 鬼頭良之助と山口組二代目』筑摩書房、2002年。ISBN 9784480037190。